# Ivar Lo-Johansson
Ivar Lo-Johansson	(Ösmo, 23 de fevereiro de 1901 – Estocolmo, 11 de abril de 1990) foi um escritor sueco, que escreveu sobre a história e a vida dos trabalhadores agrícolas semi-livres da Suécia, focando a tensão existente entre o indivíduo e a coletividade. Foi um dos maiores vultos da literatura proletária sueca dos anos 30.
Está sepultado no Skogskyrkogården (Cemitério da Floresta) em Estocolmo.

## Alguns prémios e menções honrosas
- Prémio Literário do Conselho Nórdico (1979) pela obra Pubertet